# Liste des distinctions de Léa Seydoux

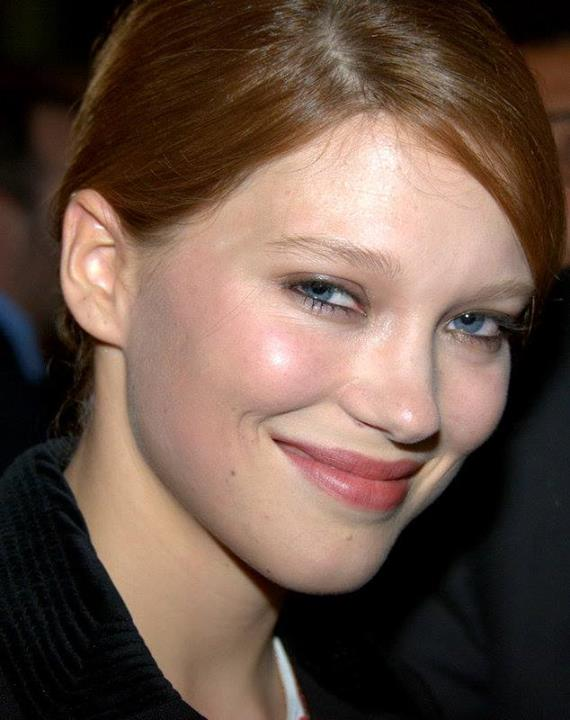
Léa Seydoux à la cérémonie des prix Lumières 2014, pour Grand Central et La Vie d'Adèle.

Cet article recense l'ensemble des distinctions attribuées à l'actrice française Léa Seydoux à compter de l’année 2008, date de sortie de La Belle Personne, son premier rôle d'ampleur.
À date de 2022, parmi celles-ci figurent notamment une Palme d'or (pour La Vie d'Adèle), cinq nominations aux César du cinéma (pour La Belle Personne, Belle Épine, Les Adieux à la reine, La Vie d'Adèle et France), une nomination aux BAFTA du cinéma (pour sa carrière, en tant qu'« étoile montante ») et une nomination aux BAFTA du jeu vidéo (pour Death Stranding).

## Résumé

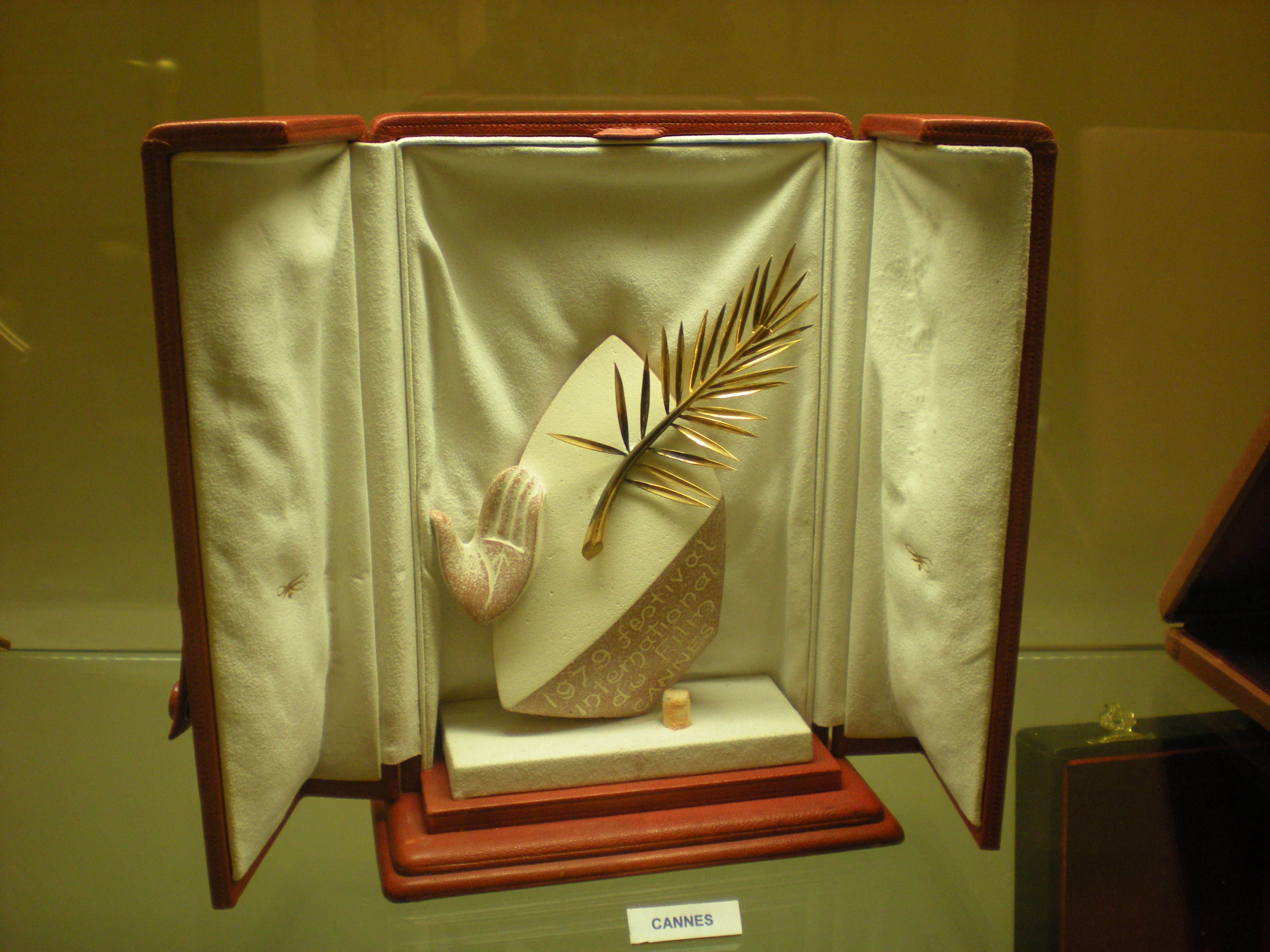
Seule actrice avec Adèle Exarchopoulos à avoir reçu une Palme d'or, Léa Seydoux obtient en seulement une décennie le statut de reine de Cannes auprès des médias.

Parmi les récompenses majeures reçues par Léa Seydoux dans sa carrière, l'une d'elles est historique : la Palme d'or attribuée pour La Vie d'Adèle, qu'elle partage avec Abdellatif Kechiche et Adèle Exarchopoulos. Le jury du Festival de Cannes 2013, présidé par Steven Spielberg, obtient une dérogation spéciale pour remettre la récompense non seulement au film (et par extension à son réalisateur) mais aussi, pour la première fois dans l'histoire du festival, à ses deux actrices principales. Ce faisant, les deux Françaises font partie la très courte liste des femmes récipiendaires d'une Palme d'or : Jane Campion (pour La Leçon de piano en 1993) et Julia Ducournau (pour Titane en 2021),,.
En date de 2022, elle cumule également cinq nominations aux César, la plus prestigieuse récompense du cinéma français, sans jamais remporter le prix : meilleur espoir féminin en 2009 pour La Belle Personne et en 2011 pour Belle Épine, ainsi que meilleure actrice en 2013 pour Les Adieux à la reine, en 2014 pour La Vie d'Adèle et en 2022 pour France.
Au début de sa carrière, Léa Seydoux est également distinguée à plusieurs reprises par des prix visant à mettre en avant les talents du cinéma de demain : elle est ainsi lauréate du trophée international Chopard au Festival de Cannes en mai 2009 et elle fait partie des nommés au BAFTA Rising Star Award britannique (« star en devenir ») en 2014.
En 2016, elle est décorée de l'ordre des Arts et des Lettres au grade de chevalière.

## Distinctions

### Décoration
- Chevalière de l'ordre des Arts et des Lettres (2016[6])
- 2022, nommée chevalière de l'ordre national du mérite.

### Récompenses
- Festival international du film francophone de Namur 2008 : Bayard d'or de la meilleure actrice pour La Belle Personne.
- Festival de Cannes 2009 : Prix Chopard de la révélation féminine.
- Festival du film de Cabourg 2012 : Swann d'or de la meilleure actrice pour Les Adieux à la reine et L'Enfant d'en haut.
- Festival de Cannes 2013 : Palme d'Or à titre exceptionnelle pour La Vie d'Adèle : Chapitres 1 et 2 (Co-distinguée avec Abdelatif Kechiche et Adèle Exarchopoulos. Normalement, la Palme revient toujours uniquement au réalisateur. Mais outre la mise en scène d'Abdelatif Kechiche, l'interprétation de Léa Seydoux et de sa partenaire Adèle Exarchopoulos a été, pour ce prix, co-distinguée par le jury et mentionnée comme l'une des principales raisons de cette victoire.)
- Festival international du film des Hamptons 2013 : Meilleur espoir dans un drame romantique pour La Vie d'Adèle : Chapitres 1 et 2
- CinEuphoria Awards (es) 2014 : Prix du Public de la meilleure actrice dans un second rôle pour La Vie d'Adèle : Chapitres 1 et 2
- CinEuphoria Awards (es) 2014 : Meilleur duo partagé avec Adèle Exarchopoulos pour La Vie d'Adèle : Chapitres 1 et 2]'
- International Cinephile Society Awards 2014 : Meilleure actrice dans un second rôle pour La Vie d'Adèle : Chapitres 1 et 2
- Detroit Film Critics Society Awards 2014 : Meilleure distribution pour The Grand Budapest Hotel partagée avec Ralph Fiennes, F. Murray Abraham, Mathieu Amalric, Adrien Brody, Willem Dafoe, Jeff Goldblum, Harvey Keitel, Jude Law, Bill Murray, Edward Norton, Saoirse Ronan, Jason Schwartzman, Tilda Swinton, Tom Wilkinson, Owen Wilson et Tony Revolori.
- Florida Film Critics Circle Awards 2014 : Meilleure distribution pour The Grand Budapest Hotel
- Italian Online Movie Awards 2014 : Meilleure actrice dans un second rôle pour La Vie d'Adèle : Chapitres 1 et 2
- Lumières 2014 : Meilleure actrice pour Grand Central et pour La Vie d'Adèle : Chapitres 1 et 2
- Southeastern Film Critics Association Awards 2014 : Meilleure distribution pour The Grand Budapest Hotel
- Central Ohio Film Critics Association Awards 2015 : Meilleure distribution pour The Grand Budapest Hotel
- Georgia Film Critics Association Awards 2015 : Meilleure distribution pour The Grand Budapest Hotel
- Q d'or 2022 : Meilleure actrice de l'année 2021

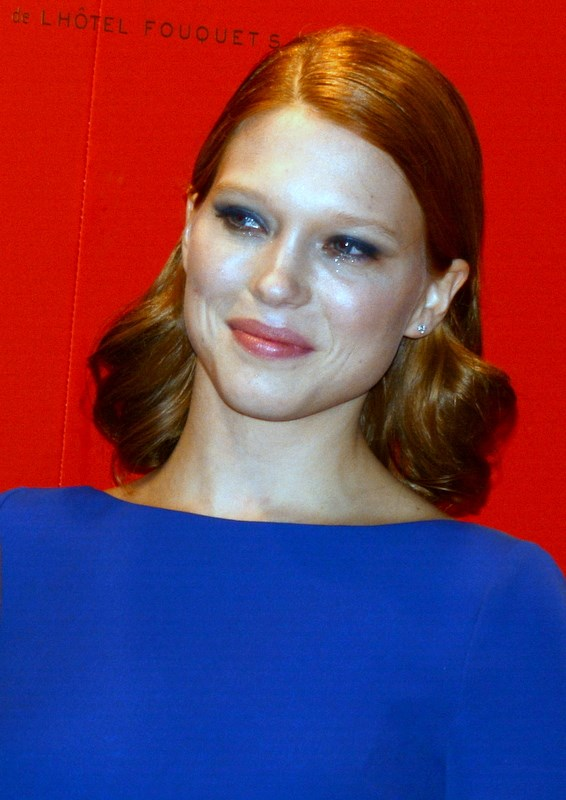
Léa Seydoux César 2014.

### Nominations
- Césars 2009 : Meilleur espoir féminin pour La Belle Personne.
- Lumières 2009 : Révélation féminine pour La Belle Personne.
- Étoiles d'or du cinéma français 2009 :  Étoile d'or de la révélation féminine pour La Belle Personn
- Césars 2011 : Meilleur espoir féminin pour Belle Épine.
- Phoenix Film Critics Society 2011 : Meilleure distribution pour Minuit à Paris (partagée avec Owen Wilson, Rachel McAdams, Kurt Fuller, Mimi Kennedy, Michael Sheen, Nina Arianda, Carla Bruni, Yves Heck, Alison Pill, Corey Stoll, Tom Hiddleston, Sonia Rolland, Kathy Bates, Marion Cotillard et Adrien Brody).
- 2011 :  Prix Romy-Schneider pour Belle Épine
- 2012 : Alliance of Women Film Journalists Awards de la plus grande différence entre le personnage principal et son amoureuse pour Minuit à Paris partagée avec Owen Wilson.
- EDA Awards 2013 : Meilleure représentation de nudité, de sexualité où de séduction dans un drame romantique partagée avec Adèle Exarchopoulos pour La Vie d'Adèle : Chapitres 1 et 2
- Chicago Film Critics Association Awards 2013 : Meilleure actrice dans un second rôle pour La Vie d'Adèle : Chapitres 1 et 2
- Césars 2013 : Meilleure actrice pour Les Adieux à la reine.
- 2013 : Indiewire Critics' Poll de la meilleure actrice dans un second rôle pour La Vie d'Adèle : Chapitres 1 et 2
- National Society of Film Critics Awards 2013 : Meilleure actrice dans un second rôle pour La Vie d'Adèle : Chapitres 1 et 2
- 2013 : Online Film & Television Association Awards de la meilleure actrice dans un second rôle pour La Vie d'Adèle : Chapitres 1 et 2
- 2013 : Online Film & Television Association Awards de la meilleure révélation féminine pour La Vie d'Adèle : Chapitres 1 et 2
- Online Film Critics Society Awards 2013 : Meilleure actrice dans un second rôle pour La Vie d'Adèle : Chapitres 1 et 2
- San Francisco Film Critics Circle 2013 : Meilleure actrice dans un second rôle pour La Vie d'Adèle : Chapitres 1 et 2
- St. Louis Film Critics Association Awards 2013 : Meilleure actrice dans un second rôle pour La Vie d'Adèle : Chapitres 1 et 2
- Village Voice Film Poll 2013 : Meilleure actrice dans un second rôle pour La Vie d'Adèle : Chapitres 1 et 2
- British Academy Film Awards 2014 : Rising star  pour La Vie d'Adèle : Chapitres 1 et 2
- Prix Romy-Schneider 2014 pour La Vie d'Adèle : Chapitres 1 et 2
- Césars 2014 : Meilleure actrice pour La Vie d'Adèle : Chapitres 1 et 2
- CinEuphoria Awards 2013 : meilleure actrice dans un second rôle pour La Vie d'Adèle : Chapitres 1 et 2
- Phoenix Film Critics Society Awards 2014 : Meilleure distribution pour The Grand Budapest Hotel (partagée avec Ralph Fiennes, F. Murray Abraham, Mathieu Amalric, Adrien Brody, Willem Dafoe, Jeff Goldblum, Harvey Keitel, Jude Law, Bill Murray, Edward Norton, Saoirse Ronan, Jason Schwartzman, Tilda Swinton, Tom Wilkinson, Owen Wilson et Tony Revolori).
- San Diego Film Critics Society Awards 2014 : Meilleure distribution pour The Grand Budapest Hotel
- Satellite Awards 2014 : Meilleure actrice dans un second rôle pour La Vie d'Adèle : Chapitres 1 et 2
- Washington DC Area Film Critics Association Awards 2014 : Meilleure distribution pour The Grand Budapest Hotel
- 2015 : Gold Derby Awards de la meilleure distribution pour The Grand Budapest Hotel
- Screen Actors Guild Awards 2015 : Meilleure distribution pour The Grand Budapest Hotel
- Alliance of Women Film Journalists Awards 2016 : Plus grande différence entre le personnage principal et son amoureuse pour Spectre partagée avec Daniel Craig
- Huading Award 2016 : Meilleure actrice dans un thriller ou film d'espionnage pour Spectre
- Teen Choice Awards 2016 : Meilleure actrice pour Spectre
- Riviera International Film Festival 2017 : Meilleure actrice  pour Juste la fin du monde.
- Iris 2017 : Meilleure actrice de soutien pour Juste la fin du monde (film)|Juste la fin du monde
- British Academy Video Games Awards 2020 : Meilleure actrice dans un second rôle dans un jeu vidéo pour Death Stranding.
- Gold Derby Awards 2020: Meilleure distribution de la décade pour The Grand Budapest Hotel
- Césars 2022 : Meilleure actrice pour France
- Prix du cinéma européen 2022 : Meilleure actrice pour Un beau matin